# Ігор Савченко. Він — України син
«Ігор Савченко. Він — України син» — український короткометражний документальний фільм з циклу культурологічних програм «Портрет» телерадіокомпанії «Глас», про українського режисера Ігоря Савченка.

## Сюжет
Ігор Савченко – поет екрана. Його ім'я стоїть поруч з іменами Сергія Ейзенштейна, Всеволода Пудовкіна та Олександра Довженка.
Він був і залишається яскравим виразником щедрої поетичної душі свого народу. Основна заслуга цього режисера-новатора у тому, що він усією своєю творчістю довів, що головне для нього — не просто національний образ, а глибока духовність його героїв.